# Театр безопасности
Театр безопасности — явление в обществе, когда целью проводимых мероприятий заявляется повышение безопасности, но по факту не делается ничего для её достижения. Эдвард Фелтен называет театром безопасности меры, принятые в аэропортах после терактов 11 сентября. Широкое распространение термин получил благодаря Брюсу Шнайеру.

## Преимущества
Иногда ощущение безопасности важнее реальной безопасности. Если потенциальные жертвы чувствуют себя защищёнными, то они могут осуществлять свою деятельность, избегая парализующего страха («ложь во спасение»). Кроме того, потенциальные злоумышленники могут вообще отказаться от проведения атаки в данном месте, однако ничто не мешает направить своё внимание на цели, выглядящие менее охраняемыми.
Под предлогом безопасности государства могут собирать огромные массивы персональных данных, как напрямую, так и при помощи сторонних подрядчиков.

## Недостатки
Театр безопасности требует реальных денежных расходов, но по определению не даёт никаких преимуществ в плане безопасности, или эта выгода настолько мала, что не стоит этих затрат. Театр безопасности, как правило, вводит ограничения или заставляет людей проходить весьма специфичные процедуры, которые можно воспринять как ограничения личной свободы и неприкосновенности частной жизни.
Под предлогом безопасности государства могут собирать огромные массивы персональных данных, как напрямую, так и при помощи сторонних подрядчиков
Поскольку меры безопасности часто узки и специфичны (например, сосредотачиваются на досмотре только ручной клади, либо запрещают провоз определенных предметов), они позволяют потенциальным злоумышленникам найти другие методы атаки (спрятать запрещённое устройство под одеждой, куда никто не заглядывает).
Театр безопасности часто вступает в противоречие с реальными требованиями безопасности, например, пожарной или эпидемиологической.
Толпа (очередь), собирающаяся перед контрольными пунктами, просвечивающими аппаратами для багажа и металлодетекторами сама может стать мишенью для террористических атак, как это произошло, например, в Волгограде.
Очень многие здания вокзалов, аэропортов изначально не проектировались с расчётом на то, что в помещениях будут сооружать «лабиринты» из заграждений и контрольных пунктов. Это ухудшает пропускную способность общественных мест, отнимает время, заставляет людей стоять бок о бок, что особенно опасно в период эпидемий. К тому же очень многим людям психологически некомфортно находиться «плечом к плечу» с другими людьми. Сильно повышается риск возникновения давки.
Во многих случаях навязчивые меры театра безопасности создают вторичные негативные последствия, реальную стоимость которых трудно оценить. Эти последствия часто связаны со страхом, например, человек, видя большое количество вооружённых охранников и тщательные обыски, начинает нервничать, считая, что рядом есть реальная опасность. В контексте авиаперелётов, этот необоснованный страх приводит к тому, что часть граждан отказывается пользоваться воздушным транспортом — этот отказ является по сути необдуманным, контрпродуктивным.

## Этимология
Термин «театр безопасности» был придуман специалистом по компьютерной безопасности и писателем Брюсом Шнайером для его книги Beyond Fear: Thinking Sensibly about Security in an Uncertain World, но получил распространение в кругах безопасности, в частности, для описания мер безопасности в аэропортах, вокзалах и метрополитенах.